# St. Martinus (Burg)

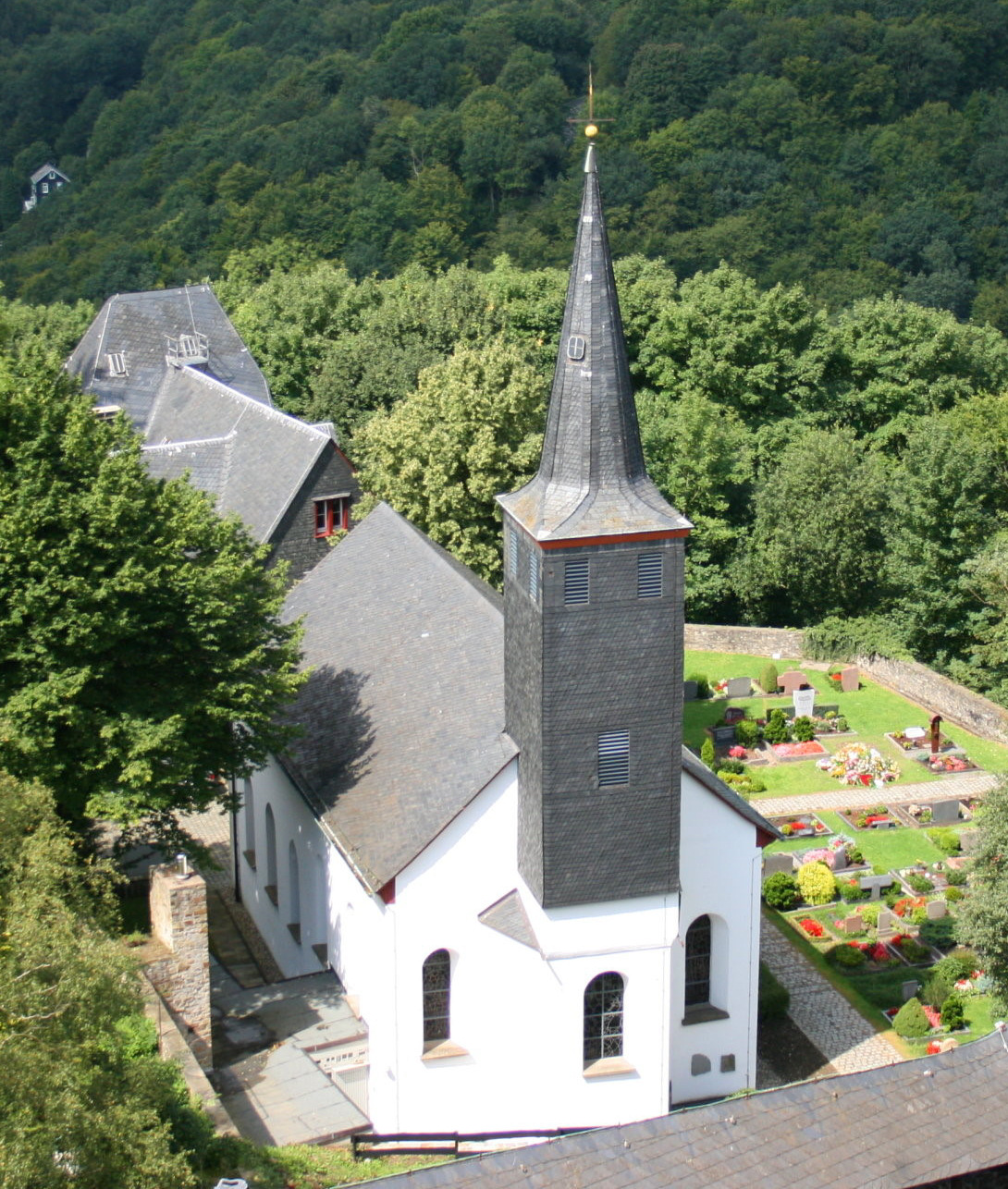
Blick auf St. Martinus vom Bergfried Schloss Burgs

St. Martinus ist die römisch-katholische Pfarrkirche von Burg an der Wupper, einem Stadtteil der nordrhein-westfälischen Stadt Solingen. Das Gebäude steht seit dem 5. März 1986 unter Denkmalschutz. Die Kirchengemeinde gehört zum Seelsorgebereich Solingen-Süd im Erzbistum Köln.

## Geschichte
Graf Engelbert I. von Berg ermöglichte den Johannitern um 1170, eine Kommende in der Freiheit bei Schloss Burg zu gründen, indem er dem Orden das Patronat über die damalige, dem heiligen Pankratius geweihte Burgkapelle übertrug. Die Johanniter errichteten noch vor 1200 eine eigene Kirche in Form einer zweischiffigen Gewölbehalle, deren Form vermutlich durch die Erfahrungen der Ordensritter im Heiligen Land geprägt war. Der urkundlich erstmals im September 1228 als dem heiligen Johannes dem Täufer geweiht (ecclesie b[eati] Johannis) erwähnte Kirchenbau wurde später auch Pfarrkirche. 1732 wurde Sankt Martin als ihr zweiter Patron genannt. Sie diente sowohl dem Abhalten von Gottesdiensten als auch als Taufkirche und Krankenpflegestation des Ordens. Im 15. Jahrhundert erhielt die Kirche eine Sakristei mit Pultdach, in deren Obergeschoss sich ein gotisches Oratorium befand.
Nach Ende des Dreißigjährigen Kriegs zerstörte die abrückende kaiserliche Besatzung des Schlosses 1648 nicht nur dessen wehrhafte Elemente, sondern auch einen Teil der zuvor bei einer Belagerung ehedem beschädigten Johanniterkirche. Deren Westteil musste anschließend neu errichtet werden, wobei für den Wiederaufbau in vereinfachten Formen vermutlich altes Baumaterial zum Einsatz kam. 1771 wurde der Chorturm hinzugefügt. Im Zuge der Säkularisation ging die Kirche von den Johannitern an den Staat und wurde am 11. November 1803 als Pfarrkirche dem heiligen Martin neu geweiht.
Nachdem 1952 eine Renovierung im Inneren vorgenommen worden war, folgte in den 1960er Jahren eine aufwändige Sanierung der Bausubstanz. Dabei wurde 1960 die Sakristei abgerissen und wurden neue Fenster im Chor installiert.

## Beschreibung

### Architektur

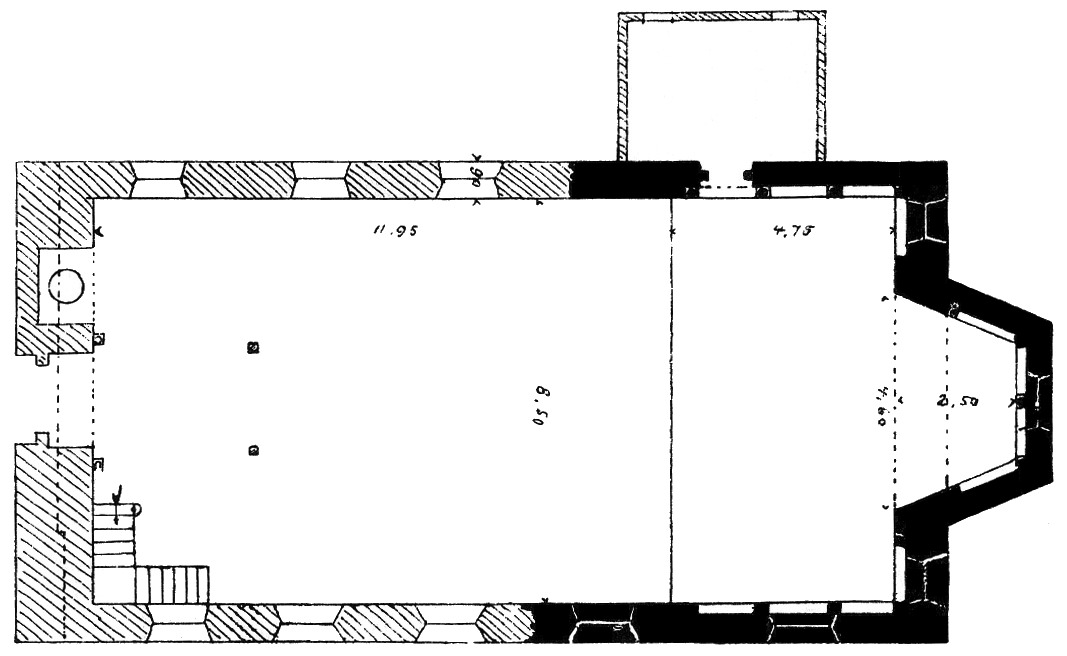
Grundriss der Kirche von 1894

Ältester Teil der Kirche ist der romanische Ostbau vom Ende des 12. Jahrhunderts mit einer lichten Breite von 8,5 Metern. Ihm ist an der östlichen Stirnseite ein dreiseitiger Chor ohne Chorhaus vorgesetzt. Auf diesem steht ein mit Schieferschindeln verkleideter Chorturm, dessen spitzer achteckiger Helm von einer Wetterfahne bekrönt ist. Der Turm dient als Glockenturm, dessen zwei Glocken folgende Inschriften tragen: „EVERARDUS PETIT ME FECIT A. 1790“ und „SANCTE JOANNE BAPTISTA ORA PRO NOBIS QUEM PRAEDICASTI SALVATOREM SACRO ORDINI MELITENSI ERECTA A. 1799. ME FUDIT STÖCKY“ (deutsch Heiliger Täufer Johannes, bitte für uns bei dem, der von dir als Heiland vorher verkündigt wurde. Errichtet vom heiligen Malteserorden im Jahre 1799. Stöcky goss mich). Der Chor besitzt ein großes Rundbogenfenster mit abfallender Sohlbank. Seine Verglasung wurde von Peter Hecker gestaltet und zeigt die heilige Dreifaltigkeit. Das Zeitgeschehen der Entstehungszeit im Jahr 1969 fließt durch die Darstellung eines stilisierten Astronauten ein. Zu beiden Seiten des Chores erscheint je ein rundbogiges Fenster mit den Darstellungen des heiligen Martin und Johannes des Täufers.

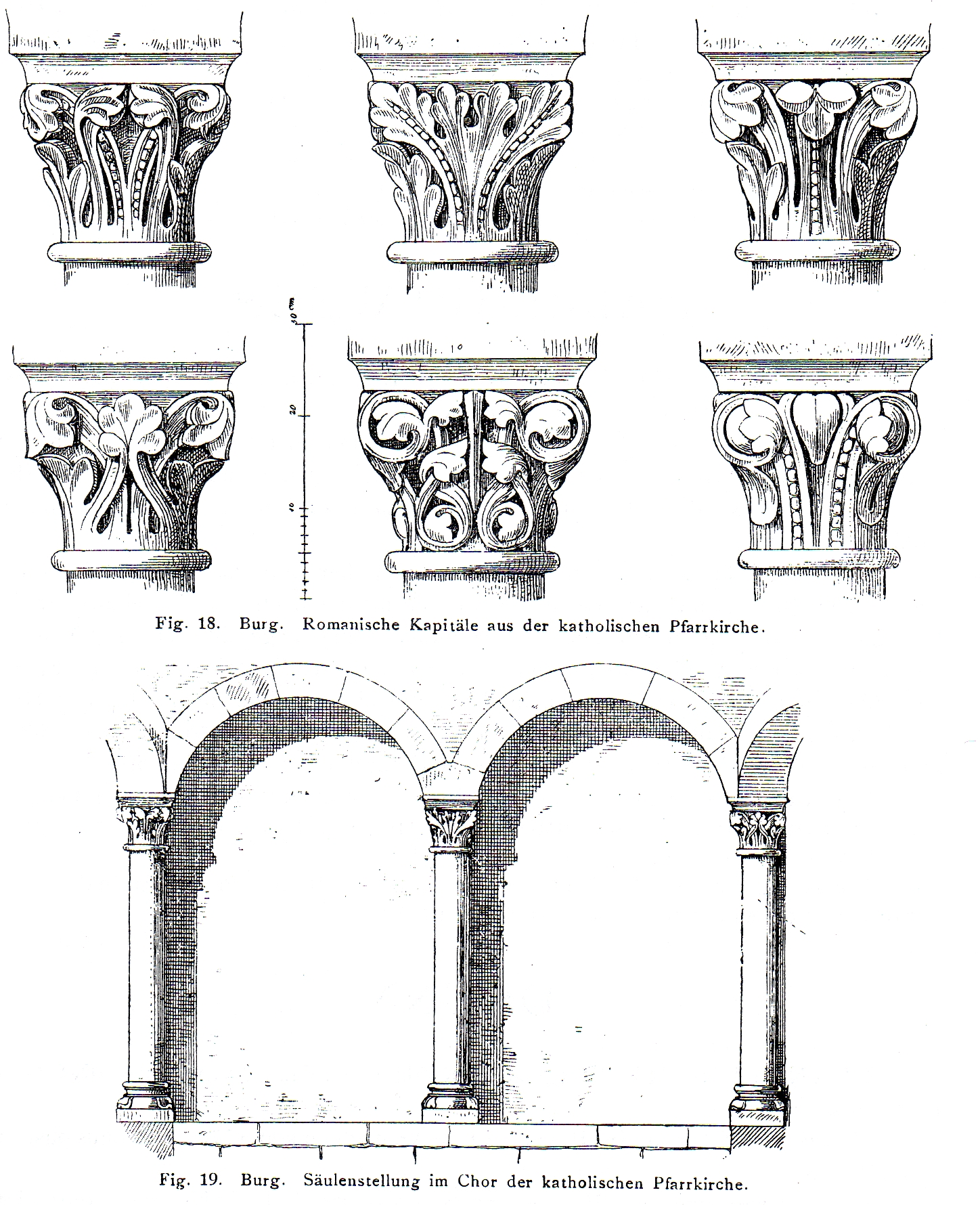
Romanische Kapitelle und Säulenstellung

Durch den gesamten Ostteil zieht sich im Inneren eine romanische Säulenstellung entlang der Wände. Auf einem niedrigen Sockel erheben sich fünfzehn 1,35 Meter hohe Säulen aus blauschwarzem Marmor mit Eckblattbasen und feinen Blattkapitellen aus weißem Kalkstein, die durch Bögen verbunden sind. 13 dieser Säulen stammen aus dem frühen 13. Jahrhundert vermutlich aus der mittelalterlichen Pankratiuskapelle oder dem Palas der damaligen Burg.
Der jüngere Westteil ist 11,95 Meter lang und aus Tuffstein errichtet. Er besitzt eine flache Decke und je drei Fenster auf den Langseiten. Einlass gewährt eine zweiflügelige Eichentür in der Mitte der westlichen Stirnseite. Sie stammt aus der Werkstatt des Hennefer Bildhauers Manfred Saul und zeigt zwei Reliefs mit aufeinanderstehenden Figuren. Über dem Portal hängt das steinerne Wappen des Johanniterordens und erinnert an die Anfänge der Pfarrkirche. An der nördlichen Außenseite des Baus stehen sechs alte Grabplatten, eine davon aus dem Jahr 1620.

### Ausstattung
An der Südwand steht über dem Eingang zur heutigen Sakristei eine Holzfigur des Erzbischofs Engelbert von Köln. Die ursprünglich den heiligen Martin darstellende Statue wurde 2006 von E. Lodorf umgearbeitet und mit den Insignien Engelberts versehen. Auf der gegenüber liegenden Seite steht der kesselförmige, romanische Taufstein auf einer Steinsäule mit ehemals vier runden Eckkonsolen, die aber heute nicht mehr erhalten sind. Der Taufstein datiert – wie auch der gemauerte Stipes – wahrscheinlich in die erste Hälfte des 13. Jahrhunderts und wurde später überarbeitet. An der Wand über dem Taufbecken stehen zwei barocke Holzfiguren aus der Zeit um 1750, die den Erzengel Gabriel und den heiligen Georg darstellen. Sie sind Dauerleihgaben, die ursprünglich aus der Kirche St. Pankratius in Dormagen-Nievenheim stammen.
Das Weihwasserbecken von St. Martinus wurde aus einer Säulenbasis hergestellt, die mit Eckblättern verziert ist. Das Kirchengestühl und die auf einer hölzernen Empore über dem Eingang stehende Orgel stammen aus der Zeit des Klassizismus. Unter der Orgelempore befindet sich in einer Nische ein Marienaltar.
Seit 2002 ist die Kirche im Besitz einer kostbaren Reliquie. Ein an der Vorderseite des Altars angebrachtes Behältnis enthält einen Fingerknochen des heiligen Engelbert aus seinem Schrein im Kölner Dom. 